# Liste der Biografien/Nieb
Liste der Biografien |
Portal Biografien |
Personensuche
# |
A |
B |
C |
D |
E |
F |
G |
H |
I |
J |
K |
L |
M |
N |
O |
P |
Q |
R |
S |
T |
U |
V |
W |
X |
Y |
Z |
?
 
Na |
Nb |
Nc |
Nd |
Ne |
Nf |
Ng |
Nh |
Ni |
Nj |
Nk |
Nl |
Nm |
Nn |
No |
Nr |
Ns |
Nt |
Nu |
Nv |
Nw |
Nx |
Ny |
Nz
 
Nia |
Nib |
Nic |
Nid |
Nie |
Nif |
Nig |
Nih |
Nii |
Nij |
Nik |
Nil |
Nim |
Nin |
Nio |
Nip |
Niq |
Nir |
Nis |
Nit |
Niu |
Niv |
Niw |
Nix |
Niy |
Niz
 
Nieb |
Niec |
Nied |
Nief |
Nieg |
Nieh |
Niej |
Niek |
Niel |
Niem |
Nien |
Niep |
Nier |
Nies |
Niet |
Nieu |
Niev |
Niew
Die Liste der Biografien führt alle Personen auf, die in der deutschsprachigen Wikipedia einen Artikel haben. Dieses ist eine Teilliste mit 79 Einträgen von Personen, deren Namen mit den Buchstaben „Nieb“ beginnt.

## Nieb

### Nieba
- Niebank, Lisa (1913–1980), deutsche Pädagogin und Antifaschistin
- Niebaum, Gerd (* 1948), deutscher Fußballfunktionär

### Niebe
- Niebecker, Josef (* 1954), deutscher Heeresoffizier und Verteidigungsattaché
- Niebel, Christian (* 1959), deutscher Fußballspieler
- Niebel, Dirk (* 1963), deutscher Politiker (FDP), MdB, BundesministerDirk Niebel (* 1963)

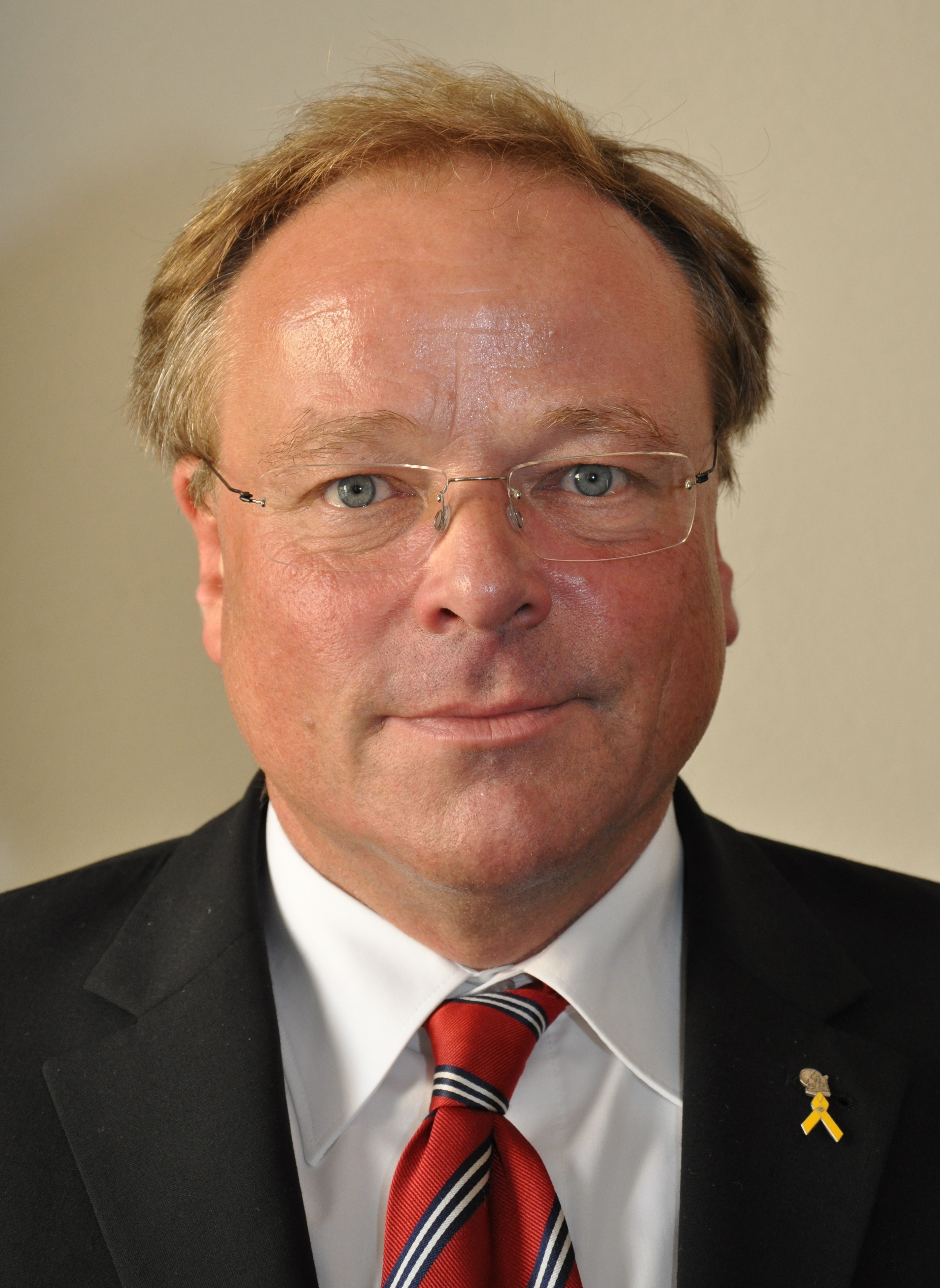
Dirk Niebel (* 1963)

- Niebel, Fritz (1872–1959), deutscher Architekt
- Niebel, Theodor (1905–1974), deutscher Psychiater und Euthanasietäter
- Niebel, Werner (1928–2018), deutscher Fußballspieler
- Niebeling, Hugo (1931–2016), deutscher Regisseur und Filmemacher
- Niebelschütz, Ernst von (1879–1946), deutscher Kunsthistoriker, Redakteur und Schriftsteller
- Niebelschütz, Günther von (1882–1945), deutscher General der Infanterie im Zweiten Weltkrieg
- Niebelschütz, Josepha (* 1992), deutsche Schauspielerin
- Niebelschütz, Sophie von (1850–1911), deutsche Schriftstellerin
- Niebelschütz, Wolf von (1913–1960), deutscher Schriftsteller und Historiker
- Nieber, Silvia (* 1960), deutsche Politikerin (SPD)
- Nieber, Stephan von (1855–1920), preußischer Generalleutnant
- Nieberding, Arnold (1838–1912), deutscher Politiker der Kaiserzeit
- Nieberding, Carl Heinrich (1779–1851), deutscher Beamter, Politiker und Historiker
- Nieberding, Franz-Josef (* 1969), deutscher Radrennfahrer
- Nieberding, Johann Gerhard Franz (1809–1865), deutscher Gymnasialdirektor und Politiker
- Nieberding, Mareike (* 1987), deutsche Journalistin und Aktivistin
- Nieberg, Gerrit (* 1993), deutscher Springreiter
- Nieberg, Lars (* 1963), deutscher SpringreiterLars Nieberg (* 1963)

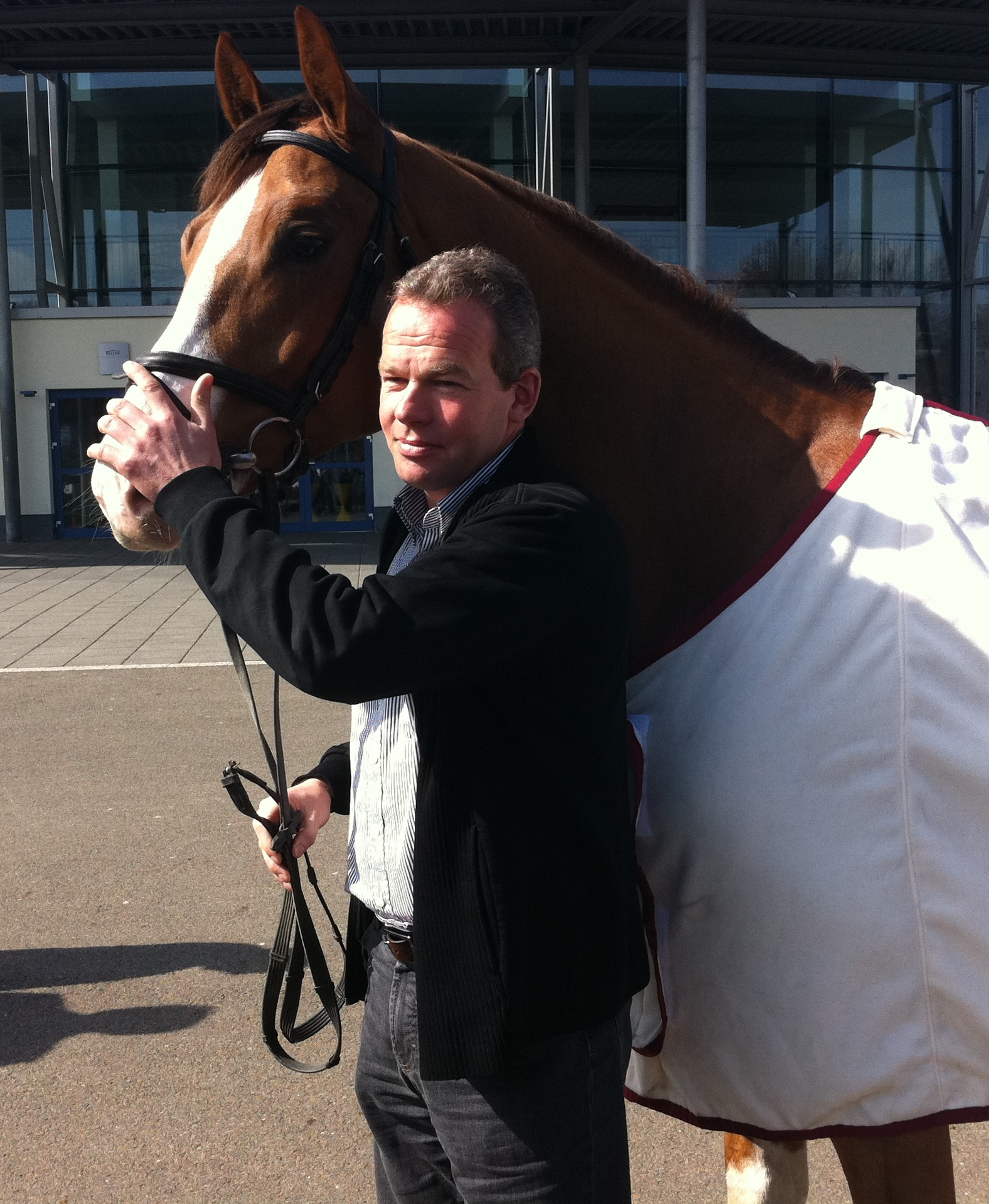
Lars Nieberg (* 1963)

- Nieberg, Michael (* 1966), deutscher Journalist und Fernsehproduzent
- Nieberg, Wilhelm (1887–1970), deutscher Politiker (DVP, CDU), MdL, MdB, Oberbürgermeister von Oldenburg
- Niebergall, Alfred (1909–1978), deutscher evangelischer Theologe, Geistlicher und Hochschullehrer
- Niebergall, Buschi (1938–1990), deutscher Jazz- und Improvisationsmusiker
- Niebergall, Ernst Elias (1815–1843), deutscher Schriftsteller
- Niebergall, Friedrich (1866–1932), deutscher Pfarrer und evangelischer Theologe
- Niebergall, Julia Lee (1886–1968), amerikanische Ragtimekomponistin
- Niebergall, Karl-Georg (* 1961), deutscher Logiker und Philosoph
- Niebergall, Otto (1904–1977), deutscher Politiker (KPD, DKP), MdB, Widerstandskämpfer
- Niebergall, Udo (* 1968), deutscher Musiker, Musikproduzent und Konzertveranstalter
- Nieberl, Albert (1886–1983), deutscher Verwaltungsjurist und Finanzbeamter
- Nieberl, Franz (1875–1968), deutscher Kletterer, Bergsteiger, Buchautor
- Nieberl, Lorenz (1919–1968), deutscher Bobfahrer
- Nieberle, Helmut (1956–2020), deutscher Jazzgitarrist
- Nieberle, Karl (1877–1946), deutscher Veterinärmediziner und Hochschullehrer in Leipzig
- Nieberlein, Johann Adam (1662–1748), deutscher Bischof und Weihbischof in Eichstätt
- Niebert, Kai (* 1979), deutscher Nachhaltigkeitsforscher
- Niebes, Heinrich (1890–1966), deutscher Politiker (KPD), MdB

### Niebi
- Niebisch, Horst (* 1934), deutscher Leichtathlet
- Niebisch, Jackie (* 1959), deutsch-französischer Illustrator und Kinderbuchautor

### Niebl
- Niebla, Eduardo (* 1955), spanischer Gitarrist, Arrangeur und Komponist
- Nieblas, Dennis (* 1990), spanischer Fußballspieler
- Niebler, Angelika (* 1963), deutsche Politikerin (CSU), MdEPAngelika Niebler (* 1963)

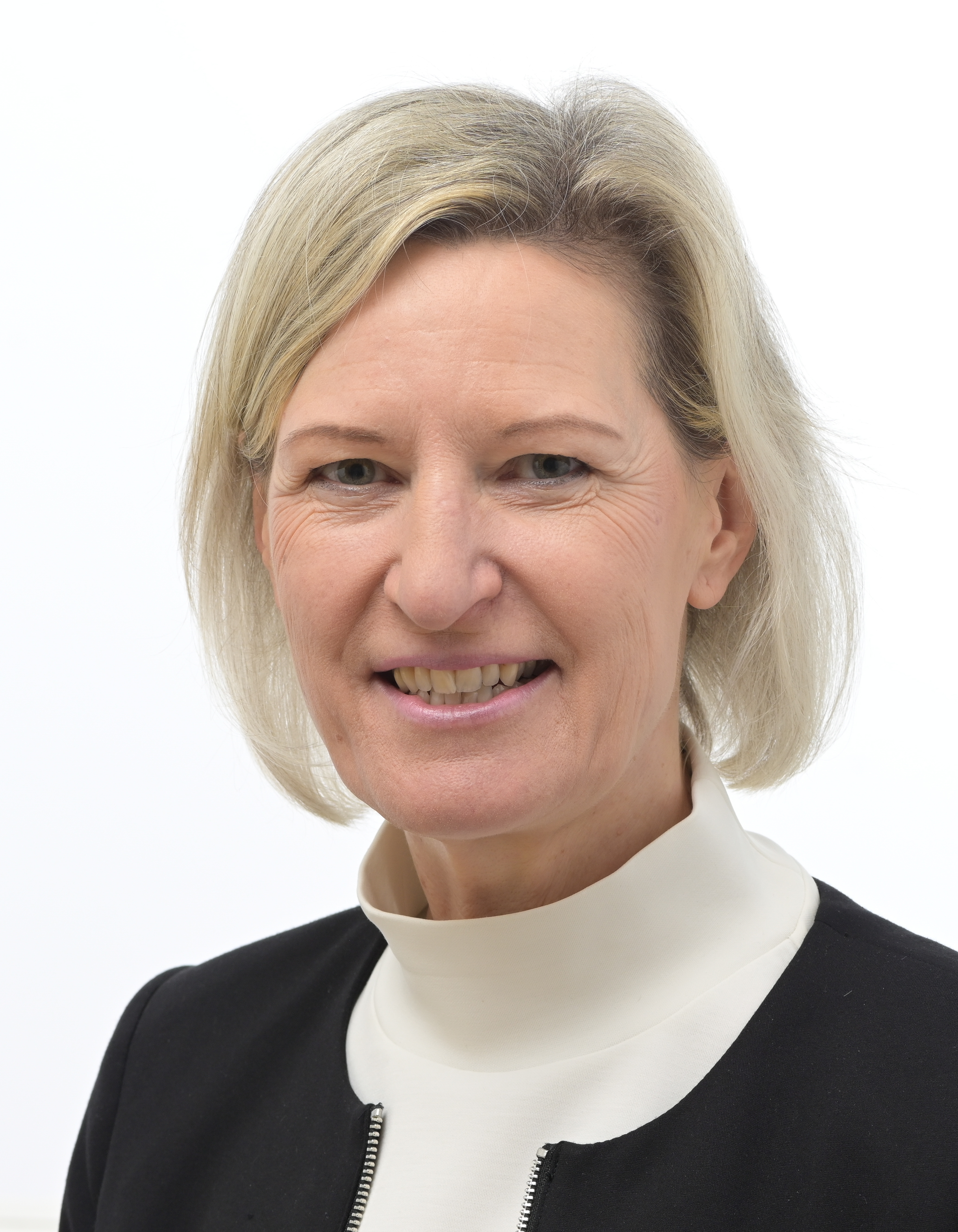
Angelika Niebler (* 1963)

- Niebler, Engelbert (1921–2006), deutscher Jurist, Richter des Bundesverfassungsgerichts
- Niebler, Fritz (* 1958), deutscher Ringer
- Niebler, Klaus (1927–2021), deutscher Bibliothekar
- Nieblich, Wolfgang (* 1948), deutscher Maler, Grafiker, Objektkünstler und Bühnenbildner
- Niebling, Georg (* 1915), deutscher Pädagoge, Kultursoziologe und Verlagsleiter
- Niebling, Gerhard (1932–2003), deutscher Nachrichtendienstler, Leiter der Zentralen Koordinierungsgruppe des Ministeriums für Staatssicherheit
- Niebling, Michael (* 1978), dänischer Basketballspieler

### Niebo
- Niebour, August (1821–1891), deutscher Jurist und Politiker (DFP), MdR
- Niebour, August Heinrich (1889–1929), deutscher Richter und Senator der Hansestadt Lübeck
- Niebour, Carl Theodor Bernhard (1825–1915), deutscher Navigationslehrer, Leiter der Navigationsschule (Hamburg)
- Niebour, Eduard (1856–1926), deutscher Jurist und Präsident des oldenburgischen Oberlandesgerichtes
- Niebour, Minna (1863–1930), deutsche Schriftstellerin und Lehrerin
- Niebour, Wilhelm (1813–1895), deutscher Oberst und Politiker

### Niebr
- Niebrügge, Heinz-Günter (* 1935), deutscher Gewerkschafter

### Niebu
- Niebuhr, Annekatrin (* 1967), deutsche Volkswirtin und Hochschullehrerin
- Niebuhr, Ansgar (* 1968), deutscher Regisseur und Trickfilmer
- Niebuhr, Barthold Georg (1776–1831), deutscher AlthistorikerBarthold Georg Niebuhr (1776–1831)

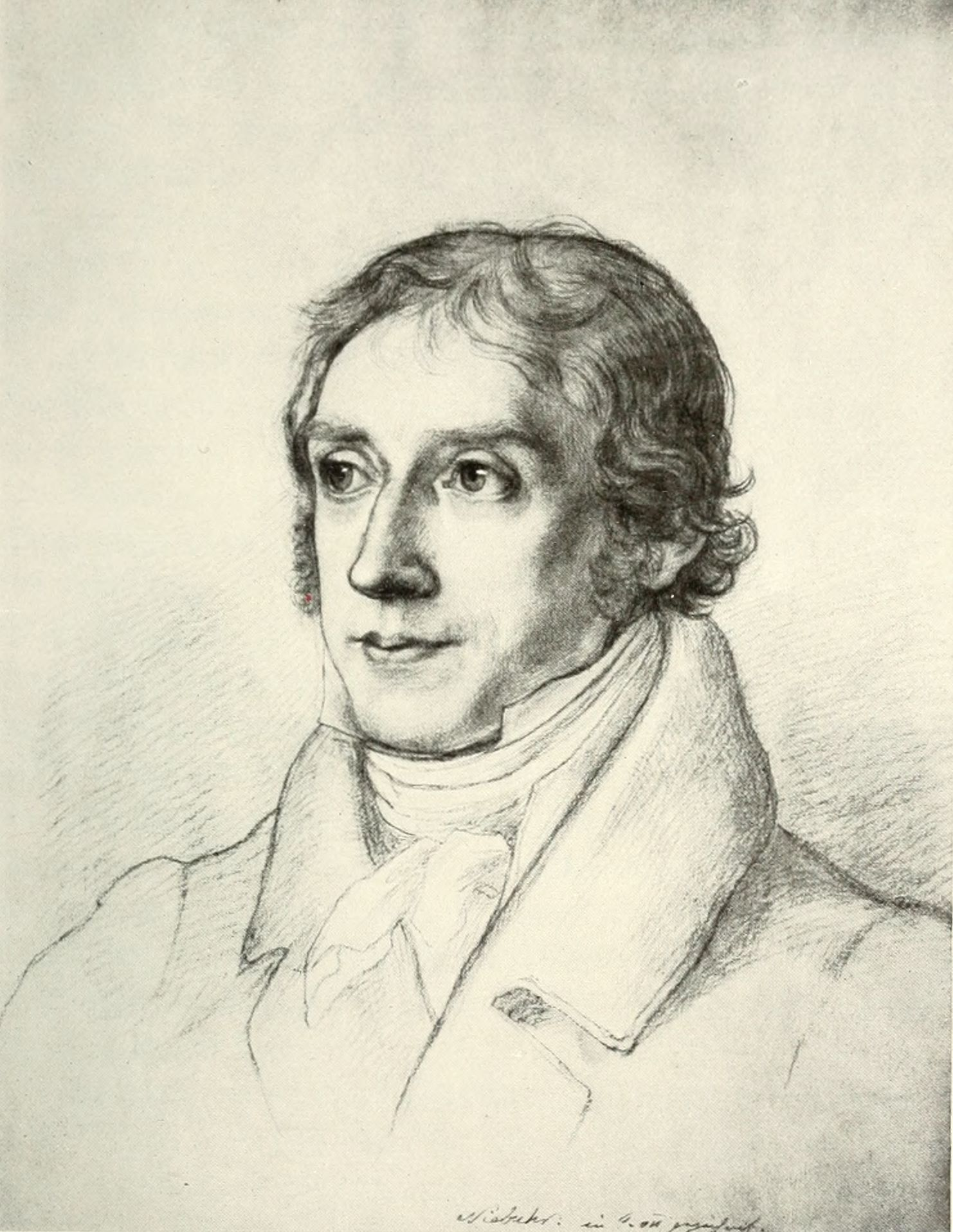
Barthold Georg Niebuhr (1776–1831)

- Niebuhr, Carsten (1733–1815), deutsch-dänischer Mathematiker, Kartograf und ForschungsreisenderCarsten Niebuhr (1733–1815)

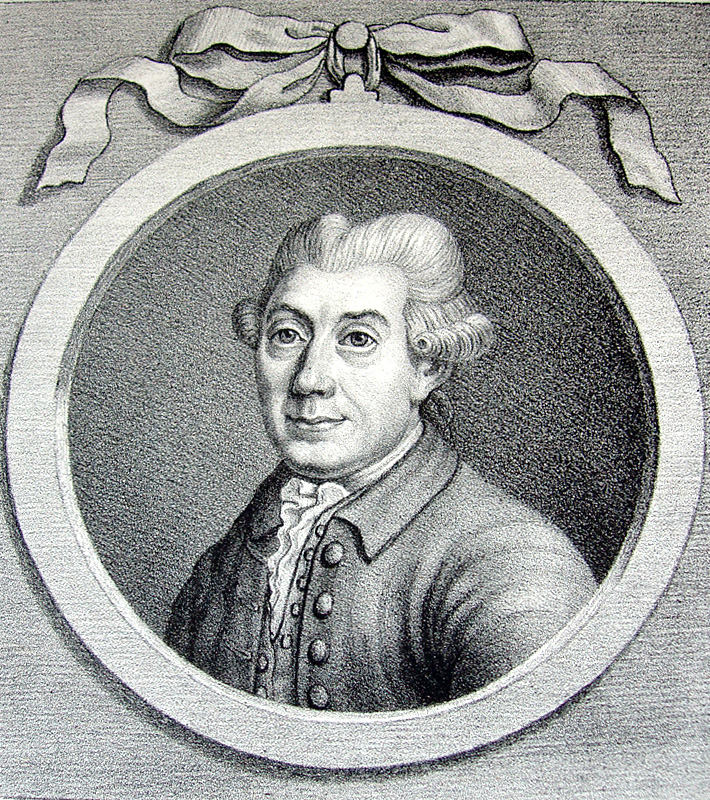
Carsten Niebuhr (1733–1815)

- Niebuhr, Dietrich (1888–1963), deutscher Marineoffizier, Marineattaché und Übersetzer
- Niebuhr, Elly (1914–2013), österreichische Fotografin
- Niebuhr, Franz (1906–1982), deutscher Maler
- Niebuhr, H. Richard (1894–1962), US-amerikanischer Ethiker, evangelischer Theologe und Autor
- Niebuhr, Hermann (1885–1948), deutscher Zeitungsredakteur, Kommunalpolitiker und Mitglied des Hannoverschen Provinziallandtages
- Niebuhr, Hermann (1904–1968), deutscher Basketballpionier
- Niebuhr, Horst (1936–2013), deutscher Kommunalpolitiker und Jugendreferent
- Niebuhr, Karl-Wilhelm (* 1956), deutscher evangelischer Theologe und Neutestamentler
- Niebuhr, Leo (* 1986), deutscher Basketballspieler
- Niebuhr, Lorenz († 1588), deutscher Jurist und Hochschullehrer
- Niebuhr, Louis (* 1936), deutscher Bildhauer und freier Grafiker
- Niebuhr, Marcus von (1817–1860), deutscher Politiker
- Niebuhr, Reinhold (1892–1971), amerikanischer evangelischer Theologe, Philosoph und Politikwissenschaftler
- Niebuhr, Walter (1921–2008), deutscher Schriftsteller
- Niebur, Johann († 1399), Bürgermeister der Hansestadt Lübeck